# Nadia Bonfini
Nadia Bonfini (Tarvisio, 28 gennaio 1965) è un'ex sciatrice alpina italiana.

## Biografia
Specialista delle prove tecniche, debuttò in campo internazionale in occasione dei Mondiali juniores di Sestriere 1983; in Coppa del Mondo ottenne il primo piazzamento l'8 dicembre 1985 a Sestriere in slalom speciale (13ª) e conquistò due podi nella medesima specialità durante la stagione 1985-1986: 3ª a Savognin il 15 dicembre, alle spalle delle svizzere Erika Hess e Brigitte Gadient, e 2ª a Vysoké Tatry il 9 febbraio, dietro alla svizzera Corinne Schmidhauser. Ai Mondiali di Crans-Montana 1987 non completò la combinata e il 28 febbraio dello stesso anno ottenne l'ultimo piazzamento in Coppa del Mondo, a Zwiesel in slalom speciale (13ª); l'anno dopo ai XV Giochi olimpici invernali di Calgary 1988, sua unica presenza olimpica e congedo agonistico, non completò né la prova di slalom gigante né quella di slalom speciale.

## Palmarès

### Coppa del Mondo
- Miglior piazzamento in classifica generale: 40ª nel 1986
- 2 podi (entrambi in slalom speciale):
  - 1 secondo posto
  - 1 terzo posto

### Campionati italiani
- 2 medaglie[1][2][3][4][5]:
  - 1 oro (slalom speciale nel 1986)
  - 1 bronzo (slalom gigante nel 1985)